# Murino (Leningrad oblast)
Murino (russisk: Мурино) er en by i den nordvestlige del af den europæiske del af Rusland. Den er forstad til Sankt Petersborg og har et indbyggertal på 112.536 (2024) indbyggere.
Murino ligger øst for og umiddelbart op til Sankt Petersborg. Byen var tidligere en landsby men er de seneste år blevet intensivt udbygget som forstad til Sankt Petersborg. Den fik bystatus i 2019. Murino ligger i Vsevolozjsk rajon i Leningrad oblast.